# Karapet Rubinian
 (juillet 2020).
Karapet Rubeni Rubinian, (arménien : Կարապետ Ռուբենի Ռուբինյան, russe : Карапе́т Рубе́нович Рубиня́н), est un homme politique arménien. 
Il est ancien vice-président de l'Assemblée nationale d'Arménie (1995-1998), ancien vice-maire d'Erevan (1992-1993), ancien maire du district de Chengavit (1991-1992) et membre du Mouvement national Pan-Arménien (1991-1998).